# لبید بن ربیعه عامری
 لبید بن ربیعة (... - ۴۱ هـ = ... - ۶۶۱ م). نام کامل وی: ( لَبید بن ربیعه بن مالک أبو عقیل العامِری ) . از هوازن قیس بود. یکی از شعراء فحول معدودین، از اهل عالیه نجد بود، اسلام را درک نمود، و بعد از اینکه ایمان آورد و مسلمان شد، شعر را ترک نمود، وفقط یک بیت شعر در اسلام گفت. بعدها ساکن کوفه شد، وعمری طولانی آورد. پدرش «ربیعة بن مالک» به سبب کرم، و سخاوت و مهمان‌نوازی زیادی که داشت به (ربیعة المقترن) ملقب شده بود.
«لبید بن أبی ربیعة» در أوائل شاعریش به مدح بعضی از ملوک غساسنه مانند: عمرو بن جبلة و جبلة بن الحارث الغسانی شعر سروده بود.
- این چند بیت از مطلعهٔ معلقهٔ مشهور «لبید بن أبی ربیعه العامِری» که به معلقهٔ (عَفَتِ الدِّیَارُ مَحَلُّهَا فَمُقَامُهَا) معروف است:

 مطلع معلقه
| عَفَتِ الدِّیَارُ مَحَلُّهَا فَمُقَامُهَا     |  | بِمِنَیً تَأَبَّـدَ غَوْلُهَا فَرِجَامُهَـا  |
| فَمَدَافِعُ الرَّیَّانِ عُرِّیَ رَسْمُهَـا     |  | خَلَقَاً کَمَا ضَمِنَ الوُحِیَّ سِلامُهَا  |
| دِمَنٌ تَجَرَّمَ بَعْدَ عَهْدِ أَنِیسِهَا      |  | حِجَجٌ خَلَوْنَ حَلالُهَا وَحَرَامُهَا    |
| رُزِقَتْ مَرَابِیْعَ النُّجُومِ وَصَابَهَا    |  | وَدْقُ الرَّوَاعِدِ جَوْدُهَا فَرِهَامُهَا  |
| مِنْ کُلِّ سَارِیَةٍ وَغَادٍ مُدْجِنٍ        |  | وَعَشِیَّةٍ مُتَجَـاوِبٍ إِرْزَامُهَا      |
| فَعَلا فُرُوعُ الأَیْهُقَانِ وأَطْفَلَتْ    |  | بِالجَلْهَتَیْـنِ ظِبَاؤُهَا وَنَعَامُهَـا |
| وَالعِیْـنُ سَاکِنَةٌ عَلَی أَطْلائِهَا    |  | عُوذَاً تَأَجَّلُ بِالفَضَـاءِ بِهَامُهَا  |
| وَجَلا السُّیُولُ عَنْ الطُّلُولِ کَأَنَّهَا  |  | زُبُرٌ تُجِدُّ مُتُونَهَا أَقْلامُـهَا    |
| أَوْ رَجْعُ وَاشِمَةٍ أُسِفَّ نَؤُورُهَا      |  | کِفَفَاً تَعَرَّضَ فَوْقَهُنَّ وِشَامُهَا     |
| فَوَقَفْتُ أَسْأَلُهَا وَکَیْفَ سُؤَالُنَا     |  | صُمَّاً خَوَالِدَ مَا یَبِیْنُ کَلامُهَا   |
| عَرِیَتْ وَکَانَ بِهَا الجَمِیْعُ فَأَبْکَرُوا |  | مِنْهَا وَغُودِرَ نُؤْیُهَا وَثُمَامُهَا   |
| شَاقَتْکَ ظُعْنُ الحَیِّ حِینَ تَحَمَّلُوا    |  | فَتَکَنَّسُوا قُطُنَاً تَصِرُّ خِیَامُهَا    |
| مِنْ کُلِّ مَحْفُوفٍ یُظِلُّ عِصِیَّهُ         |  | زَوْجٌ عَلَیْـهِ کِلَّـةٌ وَقِرَامُـهَا    |
| زُجَلاً کَأَنَّ نِعَاجَ تُوْضِحَ فَوْقَهَا     |  | وَظِبَاءَ وَجْرَةَ عُطَّفَـاً أرْآمُهَا    |
| حُفِزَتْ وَزَایَلَهَا السَّرَابُ کَأَنَّهَا    |  | أَجْزَاعُ بِیشَةَ أَثْلُهَا وَرِضَامُهَا   |

## لبید در اسلام
«لبید بن أبی ربیعة» بعد از اینکه به اسلام گروید در کوفه استقرار یافت، وتقرباً در پایان عهد معاویه در (۶۶۰ میلادی) در عمر ۱۵۷ سالگی فوت کرد، چنانکه مورخ «ابن قتیبة» نوشته‌است. یا اینکه در عمر ۱۴۵ سالگی فوت کرده‌است که در کتاب الأغانی آمده‌است. «لبید» ۹۰ سال از عمر خود در عصر جاهلیت، وباقی مانده در اسلام سپری کرده‌است.
گویند: حاکم کوفه روزی «لبید» به مجلس فراخواند، و گفت یا لبید، چند بیت از اشعارت برای ما بخوان، لبید برخاست و سوره بقره را تاآخر خواند، و در پایان گفت خدا این را عوض شعرم به من داده‌است، بعد اینکه مسلمان شدم.